# زنان در آبجوسازی

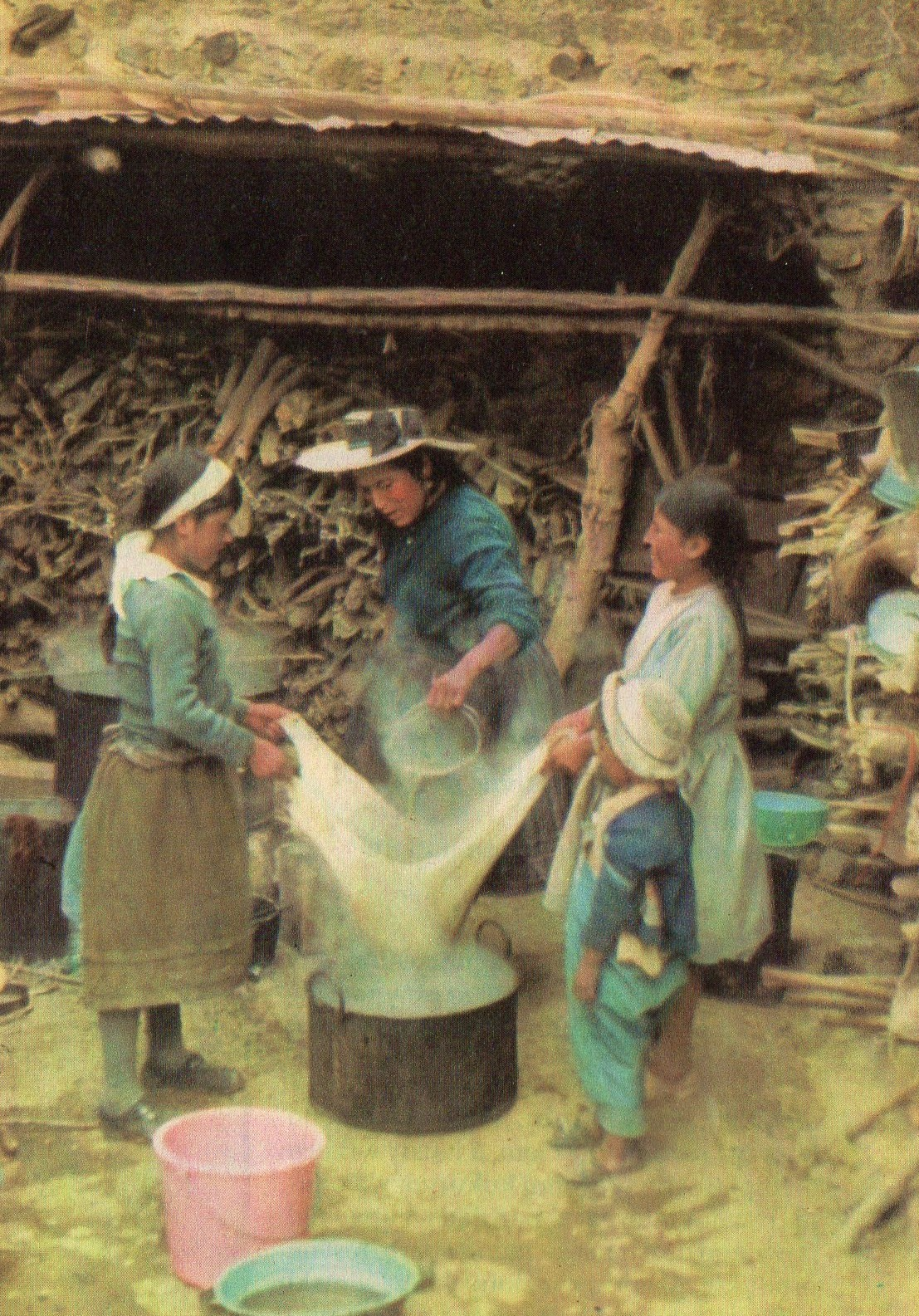
زنانی که چیچا درست می‌کنند، در دهکده آند Huacho sin Pescado (1980)

در جوامع غربی تولید آبجو به عنوان یک زمینه مردسالار در ۱۵۰ سال گذشته درنظر گرفته می‌شده‌است، با این وجود، زنان از زمان‌های بسیار قدیم در تولید آبجو فعال بوده‌اند و به‌طور سنتی این فعالیتی بود که توسط زنان انجام می‌شد. بر طبق مطالعات قوم شناختی و باستان‌شناسی، به‌طور عمده نقش زنان در سراسر جهان، تهیه آب میوه یک محصول، جمع‌آوری یا پختن سنت‌ها بود. در همه قاره‌های مسکونی، از اولین شواهد تولید آبجو در ۷۰۰۰ سال قبل از میلاد، تا زمان تجاری سازی تولید جوش در طی صنعتی سازی، زنان جزئی از تولیدکنندگان اصلی بودند. در بسیاری از فرهنگ‌ها، الهه‌ها، خدایان، و محافظان آبجوسازی موجوداتی زنانه بودند که با باروری در ارتباط بودند.
از اواسط قرن هجدهم، بسیاری از زنان از مشارکت در تولید الکل منع شدند و به عنوان اپراتورهای میخانه، بارها، یا منشی‌های کارخانه‌های آبجو سازی منصوب شدند. آنها به تولید آبجو و نوشیدنی‌های الکلی سنتی در مناطق کمتر صنعتی، ادامه دادند. از اواسط قرن بیستم، زنان به عنوان شیمیدان در موسسات تولید آب جوش شروع به کار کردند و از دهه ۱۹۶۰ و ۱۹۷۰، آنها مجدداً به عنوان تولیدکننده صنایع دستی وارد کار شدند.

## تاریخ

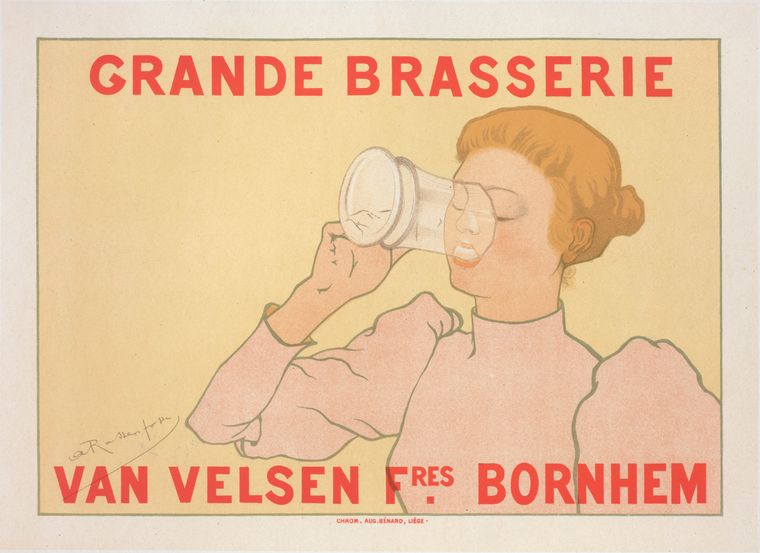
آگهی برانت آرماند Rassenfosse-Grande

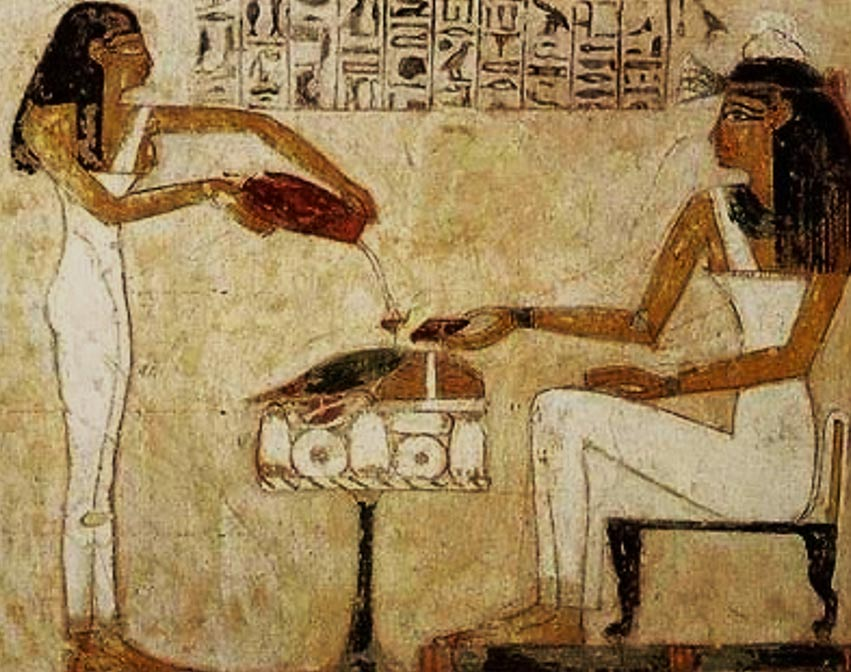
هیروگلیف مصری نشان می‌دهد که زنان آبجو می‌ریزند

در بسیاری از جوامع غربی، تولید آبجو به عنوان "قلمرو مرد" دیده شده‌است.  با این وجود، سوابق باستان‌شناسی و مطالعات قوم نگاری نشان می‌دهد، تا زمانی که صنعتی سازی تخمیر آغاز شد، فعالیت زنان در درجهٔ اول، تهیهٔ الکل بوده‌است.  .  در بعضی مناطق، این سنت به‌وجود آمد زیرا که تهیه محصول حاصل از جمع‌آوری بود، در حالی که در مناطق دیگر، این امر در حوزه پخت قرار گرفت.  از قرن هجدهم میلادی به بعد، زنان به‌طور فزاینده ای از کار آبجوسازی منع شدند، مگر به عنوان زنانی که از طریق مجروحان یا \"مأموران بازاریابی\"، مجوز ادارهٔ میخانه‌ها را دریافت کردند.  تا قرن نوزدهم، تعداد کمی از زنان در کار تولید آبجو به استثنای کار برای کارهای کمکی، مانند بطری سازی و منشی گری استخدام شدند. در قرن بیستم، زنان با توانایی محدودی در آزمایشگاه‌ها شروع به کار کردند، اما جدا از چند مورد استثنایی مانند سوزانا اولاند در کانادا،   زنان از کارگردانی عملیات دم کردن کنار گذاشته شدند.  مشروب سازان زن حرفه ای در جامعه غربی قبل از اینکه \"تجارت\" مردانه شود، به عنوان \"دم کن\" شناخته می‌شدند. 
با توجه به تجزیه و تحلیلی که روی ظروف سفالی انجام شده‌است، ترکیبات شیمیایی نوشیدنی شراب، مخلوطی از معجون برنج، میوه زالزالک، عسل، و انگور است. در ژاپن و تایوان، زنان در عصر مدرنیته، برای ساخت الکل توسط فرایند تخمیر، هنوز هم شروع به جویدن برنج می‌کنند، اگرچه می‌دانند فرایند استفاده شده برای تجزیه دانه برنج، چه سوخاری و چه جویدن، هنوز هم ناشناخته است. ا  در افسانه‌های چینی، همسر یو کبیر، یی دی، اولین الکل از دانه‌های برنج را ساخت.  یک زن، معروف به کامویی فوچی به منظور دفع ارواح شیطانی محافظ آبجو و آبجوسازی‌ها بود و مردم به او احترام می‌گذاشتند .
در طی قرن‌های ۱۶ و ۱۷، با وجود اینکه زنان هنوز در فروش آبجو شرکت داشتند، تهیه و تولید آبجو در اروپا از یک حرفه زنانه به حرفه ای تحت سلطهٔ مردان تغییر پیدا کرد. .  جان لیدگیت در فیلم Ballad on a Ale Seller داستان زنی جوان را روایت می‌کند که با جذابیت‌هایی که دارد، مردان را تحریک به نوشیدن می‌کند.

## روز مدرن

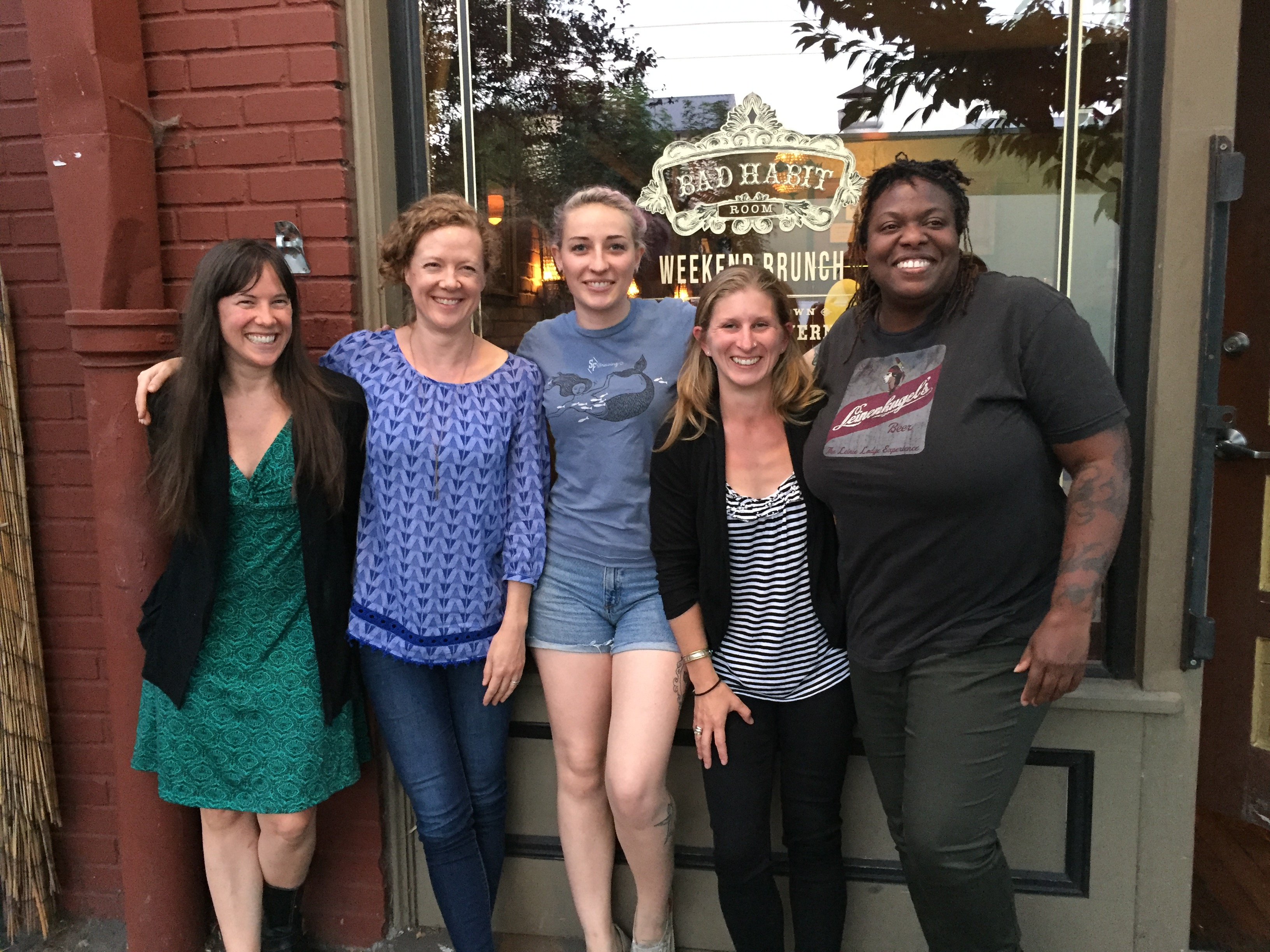
زنان اورگونیایی که در این صنعت کار می‌کنند شامل (چپ به راست) سارا پدرسون، صاحب ساراوزا، لوسی برنینگام، نویسنده، ناتالی بالدوین، آبجو، امیلی Engdahl، مدیر انجمن چکمه‌های صورتی و لی هدگمون، کارخانه خانگی و مشروب فروشی.

از ابتدای صنعتی سازی تا دهه ۱۹۶۰ و اوایل ۱۹۷۰، بیشتر زنان از صنعت تولید آبجو خارج شدند، با این وجود در سراسر جهان، آنها به روش‌های اجدادی به کار خود ادامه می‌دادند.  طبق گفتهٔ روزنامه‌نگاری به نام «کریستال باوگر» اصلی‌ترین موانعی که زنان در صنعت با آن روبرو هستند، نفوذ رسانه‌ها، تصوراتی که قبلاً در رابطه بامهارت و توانایی آن‌ها وجود داشت و برداشت از سلیقه می‌باشد
در Anheuser-Busch، زنان آمریکایی مانند جیل وان و ربکا بنت که مارک‌هایی مانند Bud Light Platinum , Shock Top و Straw-Ber-Rita را توسعه دادند، به عنوان برترین تولیدکنندگان آبجو شناخته شدند. 
اخیراً، در آمریکا کارخانه‌های تولید آبجو در سراسر کشور توسط زنان، ایجاد گردید. تینگ سو، همسرش جرمی راوب و پدر همسرش استیون راوب، آبجو سازی ایگل راک را در لس آنجلس در سال ۲۰۰۹ افتتاح کردند.
در سال ۲۰۱۳، سارا بارتون، صاحب و مدیر آبجوسازی بروستر، توانست جایزه آبجو سال را دریافت کند و اولین زنی بود که افتخار سالانه انجمن نویسندگان آبجو از انگلیس را از آن خود کرد. اما گیللند، رئیس زنجیره تأمین آبجوسازی مارستون، پیشرو در تولید آبجو در انگلیس، توسط بی‌بی‌سی تأثیرگذارترین آبجوسازی در انگلیس خوانده شد. 
زنان در تولید آب خانگی نیز شناخته شده‌اند. در سال ۲۰۱۳، که زنان در تولید آبجوی خانگی نیز شناخته شدند، آنی جانسون برنده جایزه بهترین انجمن خانگی در زمینهٔ تولید آبجوی خانگی در آمریکا شد. 